# Колотов Олександр Станіславович
Колотов Олександр Станіславович (4 березня 1964) — російський ватерполіст.
Бронзовий призер Олімпійських ігор 1988, 1992 років.